# چارلی هوفهایمر
چارلی هوفهایمر (انگلیسی: Charlie Hofheimer؛ زادهٔ ۱۷ آوریل ۱۹۸۱) یک فیلم‌نامه‌نویس، تهیه‌کننده و هنرپیشه اهل ایالات متحده آمریکا است.

## فیلمشناسی
از فیلم‌ها یا برنامه‌های تلویزیونی که وی در آن نقش داشته است می‌توان به آثار زیر اشاره کرد.

### سینمایی
- پسرها (فیلم ۱۹۹۶) (۱۹۹۶)
- روز پدر (فیلم ۱۹۹۷) (۱۹۹۷)
- موسیقی قلب (فیلم) (۱۹۹۹)
- سقوط شاهین سیاه (فیلم) (۲۰۰۱)
- روستا (فیلم ۲۰۰۴) (۲۰۰۴)

### تلویزیونی
- سی‌اس‌آی (۲۰۰۳)
- ان‌سی‌آی‌اس (۲۰۰۳)
- دکتر هاوس (۲۰۰۷)
- مد من (۲۰۱۳–۲۰۱۰)
- درمانگاه خصوصی (۲۰۱۲)
- آناتومی گری (مجموعه تلویزیونی) (۲۰۱۴)
- کسل (مجموعه تلویزیونی) (۲۰۱۵)